# Milan Jevtović
Milan Jevtović (cyr. Милан Јевтовић; ur. 13 czerwca 1993 w Čačaku) – serbski piłkarz występujący na pozycji napastnika. Od 2021 zawodnik norweskiego zespołu Odds BK.

## Życiorys
Występował w młodzieżowych drużynach Borac Čačak. W pierwszej lidze serbskiej zadebiutował 11 sierpnia 2012 w wygranym 1:0 meczu z Metalac Gornji Milanovac. Zimą 2016 został piłkarzem FK Bodø/Glimt. W sierpniu tego roku przeszedł do Antalyasporu. W 2017 został wypożyczony do Rosenborg BK. 1 lipca 2018 podpisał kontrakt z serbskim klubem FK Crvena zvezda. Dwa lata później wypożyczony do APOEL FC. Latem 2020 przeszedł do Aarhus GF. W duńskiej drużynie zadebiutował 27 sierpnia w wygranym 5:2 meczu eliminacji Ligi Europy z FC Honka. 31 sierpnia 2021 został zawodnikiem Odds BK.

## Sukcesy

### Rosenborg BK
- Zwycięzca Mesterfinalen: 2017
- Mistrz Norwegii: 2017

### FK Crvena zvezda
- Mistrz Serbii: 2018–19, 2019–20